# Setup
De setup is wat in de eerste 'act' van een scenario beschreven staat. 
Als de eerste act van een film volgens de gangbare scenariotheorie een dertigtal pagina's telt, dan zullen de eerste tien pagina's ervan cruciaal zijn. Tijdens die eerste tien minuten moet de scenarist er immers voor zorgen dat de film- of tv-kijker niet voortijdig afhaakt en dat hij geïnteresseerd geraakt in het verdere verloop van de film. De setup bevat de hoofdpersonages, het dramatisch doel, een conflict en de setting. Een van de belangrijkste elementen van de setup is de expositie, die start vanaf de openingsscène.